# Высокопрочная сталь
Высокопро́чная ста́ль — сталь с пределом прочности не ниже 1800÷2000 МПа. Для достижения столь высокой конструктивной прочности сталь должна сочетать в себе высокую прочность и высокое сопротивление хрупкому разрушению.

## Классификация высокопрочных сталей
Стали, удовлетворяющие заданному уровню свойств и являющиеся высокопрочными:
- Среднеуглеродистые комплексно-легированные стали (30ХГСНА, 40ХГСН3ВА, 30Х5МСФА)
- Мартенситностареющие стали (Н18К9М5ТЮ, применяется в авиастроении)
- Трип-стали